# اسکار گرگوار
اسکار گرگوار (فرانسوی: Oscar Grégoire‎; ۲۷ مارس ۱۸۷۷ – ۱ ژانویهٔ ۱۹۴۷) بازیکن واترپلو اهل بلژیک بود.